# Belica (Chorvatsko)
Belica je vesnice a občina v Mezimuřské župě v Chorvatsku. V roce 2021 zde žilo 2 822 obyvatel. Občinu tvoří dvě vesnice.

## Části opčiny
- Belica – 2 038 obyvatel
- Gardinovec – 784 obyvatel